# Dunajský vilájet
Dunajský vilájet (osmansky ولايت طونه‎, turecky Vilâyet-i Tuna, bulharsky Дунавски вилает) byla administrativní jednotka nejvyšší úrovně (vilájet) Osmanské říše od roku 1864 do roku 1878. V té době měl údajně rozlohu 88 400 km².
Vilájet byl vytvořen ze severních částí Silisterského ejáletu podél řeky Dunaj a Nišského, Vidinského, Sofijského, Trnovského, Varenského a Tulečského ejáletu. Tento vilájet se měl stát vzorovou provincií, která ukáže veškerý pokrok dosažený portou prostřednictvím modernizačních reforem tanzimatu. Podle jeho vzoru byly do roku 1876 v celé říši založeny další vilájety s výjimkou Arabského poloostrova a v té době polonezávislého Egypta. Za sídlo správy bylo vybráno Ruse kvůli své poloze klíčového osmanského přístavu na Dunaji.
Vilájet zanikl po rusko-turecké válce, kdy byla jeho severovýchodní část (Severní Dobrudža) začleněna do Rumunska, některá její západní území do Srbska, zatímco většina, tedy střední a jižní oblasti, se stala součástí autonomního knížectví Bulharska a v malém rozsahu též částí Východní Rumélie.

## Hranice a administrativní členění
Při svém založení v roce 1864 Dunajský vilájet zahrnoval následující sandžaky:
1. Tulečský sandžak
2. Varenský sandžak
3. Rusčucký sandžak
4. Trnovský sandžak
5. Vidinský sandžak
6. Sofijský sandžak
7. Nišský sandžak

V roce 1868 byl Nišský sandžak vydělen a stal se součástí Prizrenského vilájetu.
V roce 1876 byly Nišský sandžak a Sofijský sandžak sloučeny do krátkodobého Sofijského vilájetu, ale následně byly v roce 1877 připojeny ke Kosovskému, potažmo Drinopolskému vilájetu.

## Správa
Prvním válím se stal Midhat paša. Během jeho správy, která trvala od roku 1864 do roku 1868, byly na Dunaji zřízeny paroplavební linky; byla dokončena železnice Ruse-Varna; byla založena zemědělská úvěrová družstva poskytující zemědělcům nízkoúročené půjčky; byly také nabídnuty daňové pobídky na podporu nových průmyslových podniků.
V osmanské turečtině a bulharštině zde začaly zde vycházet oficiální noviny vilájetu Tuna/Dunav. Byly to první noviny vilájetu v Osmanské říši a měly jak osmanské, tak bulharské redaktory. Mezi jeho šéfredaktory patřili Ismail Kemali a Ahmed Midhat Efendi.
Vilájet měl správní shromáždění, ve kterém zasedali státní úředníci jmenovaní osmanskou vládou, šest zástupců volených místními obyvateli (tři muslimové a tři nemuslimové). Nemuslimové se také účastnili místních trestních a obchodních soudů, které byly založeny na sekulárním základu práva a spravedlnosti. Byly také zavedeny smíšené muslimsko-křesťanské školy, ale tato reforma byla zrušena poté, co se setkala se silným odporem obyvatelstva.

### Správci
- Hafiz Ahmed Midhat Šefik paša (říjen 1864 – březen 1868)
- Mehmed Sabri paša (březen 1868 – prosinec 1868)
- Arnavud Mehmed Akif paša (únor 1869 – říjen 1870)
- Kücük ömer Fevzi paša (říjen 1870 – říjen 1871)
- Ahmed Rasim paša (říjen 1871 – červen 1872)
- Ahmed Hamdi paša (červen 1872 – duben 1873)
- Abdurrahman Nureddin paša (duben 1873 – duben 1874)
- Mehmed Asim paša (duben 1874 – září 1876)
- Halil Rifat paša (říjen 1876 – únor 1877)
- Omán Mazhar Ahmed (1876 – 1877)

## Obyvatelstvo
Těsně před ustanovením vilájetu, v letech 1855 až 1864, bylo do této oblasti přesídleno asi 250 000 – 300 000 muslimských přistěhovalců z Krymu a Kavkazu. Bez těchto imigrantů tu před tím žilo asi 569 868 (34,68 %) muslimů a 1 073 496 (65,32 %) nemuslimů. V roce 1865 žilo ve vilájetu 658 600 (40,51 %) muslimů a 967 058 (59,49 %) nemuslimů. Od pozdního středověku existují berní rejstříky a v nich se postupně začaly uvádět počty osob, ale jednalo se o počty mužů nad 15 let, a tuto metodiku převzala později zavedená sčítání. Ženská populace začala být do sčítání zahrnována až od roku 1865.

### Mužská populace
Muži nad 15 let žijící v Dunajském vilájetu v roce 1865 podle registru občanů publikovaného v Kuyûd-ı Atîk (oficiálním tiskovém orgánu Dunajského vilájetu):
| Společenství       | Rusčucký sandžak | Rusčucký sandžak | Vidinský sandžak | Vidinský sandžak | Varenský sandžak | Varenský sandžak | Trnovský sandžak | Trnovský sandžak | Tulečský sandžak | Tulečský sandžak | Sofijský sandžak | Sofijský sandžak | Vilájet celkem | Vilájet celkem |
| Společenství       | Počet            | %                | Počet            | %                | Počet            | %                | Počet            | %                | Počet            | %                | Počet            | %                | Počet          | %              |
| ------------------ | ---------------- | ---------------- | ---------------- | ---------------- | ---------------- | ---------------- | ---------------- | ---------------- | ---------------- | ---------------- | ---------------- | ---------------- | -------------- | -------------- |
| usedlí muslimové   | 138 017          | 61,1 %           | 14 835           | 12,7 %           | 38 230           | 73,6 %           | 77 539           | 40,3 %           | 38 479           | 64,7 %           | 20 612           | 12,4 %           | 327 712        | 40,3 %         |
| muslimští Romové   | 312              | 0,1 %            | 245              | 0,2 %            | 118              | 0,2 %            | 128              | 0,1 %            | 19               | 0,0 %            | 766              | 0,5 %            | 1 588          | 0,2 %          |
| Bulhaři            | 85 268           | 37,8 %           | 93 613           | 80,1 %           | 9 553            | 18,4 %           | 113 213          | 58,9 %           | 12 961           | 21,8 %           | 142 410          | 85,6 %           | 457 018        | 56,2 %         |
| Rumuni             | 0                | 0,0 %            | 74 46            | 6,4 %            | 0                | 0,0 %            | 0                | 0,0 %            | 0                | 0,0 %            | 0                | 0,0 %            | 7 446          | 0,9 %          |
| Arméni             | 926              | 0,4 %            | 0                | 0,0 %            | 368              | 0,7 %            | 0                | 0,0 %            | 5 720            | 9,6 %            | 0                | 0,0 %            | 7 014          | 0,9 %          |
| Řekové             | 0                | 0,0 %            | 0                | 0,0 %            | 2 639            | 5,1 %            | 0                | 0,0 %            | 2 215            | 3,7 %            | 0                | 0,0 %            | 4 908          | 0,6 %          |
| nemuslimští Romové | 145              | 0,1 %            | 130              | 0,1 %            | 999              | 1,9 %            | 1 455            | 0,8 %            | 92               | 0,2 %            | 786              | 0,5 %            | 3 607          | 0,4 %          |
| Židé               | 1 101            | 0,5 %            | 630              | 0,5 %            | 14               | 0,0 %            | 0                | 0,0 %            | 1                | 0,0 %            | 1 790            | 1,1 %            | 3 536          | 0,4 %          |
| CELKEM             | 225 769          | 100,0 %          | 116 899          | 100,0 %          | 51 975           | 100,0 %          | 192 335          | 100,0 %          | 59 487           | 100,0 %          | 166 364          | 100,0 %          | 812 829        | 100,0 %        |

Mužská muslimská a nemuslimská populace v Dunajském vilájetu podle osmanské ročenky (salmane) z roku 1868:
| Sandžak  | muslimové | muslimové | nemuslimové | nemuslimové | Vilájet celkem |
| Sandžak  | Počet     | %         | Počet       | %           | Vilájet celkem |
| -------- | --------- | --------- | ----------- | ----------- | -------------- |
| Rusčucký | 138 692   | 59,14 %   | 95 834      | 40,86 %     | 234 526        |
| Varenský | 58 689    | 73,86 %   | 20 769      | 26,14 %     | 79 458         |
| Vidinský | 25 338    | 16,90 %   | 124 567     | 83,10 %     | 149 905        |
| Sofijský | 24 410    | 14,23 %   | 147 095     | 85,77 %     | 171 505        |
| Trnovský | 71 645    | 40,73 %   | 104 273     | 59,27 %     | 175 918        |
| Tulečský | 39 133    | 68,58 %   | 17 929      | 41,42 %     | 57 062         |
| Nišský   | 54 510    | 35,18 %   | 100 425     | 64,82 %     | 154 935        |
| CELKEM   | 412 417   | 40,30%    | 610 892     | 59,70%      | 1 023 309      |

Skladba mužské populace Dunajského vilájetu (v celkovém počtu 1 141 051 osob) v letech 1866 – 1873 podle redaktora dunajských novin Ismaila Kemaliho:
- usedlí muslimové: 392 369 (34.4 %)
- muslimští přistěhovalci: 64 398 (5.6 %)
- muslimští Romové: 25 031 (2.2 %)
- Bulhaři: 592 573 (51.9 %)
- ostatní křesťané: 40 303 (3.5 %)
- křesťanští Romové: 7 663 (0.7 %)
- Řekové: 7 655 (0.7 %)
- katolíci: 3 556 (0.3 %)
- Arméni: 2 128 (0.2 %)
- Židé: 5 375 (0.5 %)

Kemal Karpat uvádí, že, mužská populace Dunajského vilájetu v roce 1868 dosahovala počtu 850 374, z toho 490 467 křesťanských Bulharů a 359 907 muslimů.
Mužská populace Dunajského vilájetu v roce 1875 podle nového sčítání Tahrir-i Cedid.
| Společenství             | Rusčucký sandžak | Rusčucký sandžak | Vidinský sandžak | Vidinský sandžak | Varenský sandžak | Varenský sandžak | Trnovský sandžak | Trnovský sandžak | Tulečský sandžak | Tulečský sandžak | Sofijský sandžak | Sofijský sandžak | Vilájet celkem | Vilájet celkem |
| Společenství             | Počet            | %                | Počet            | %                | Počet            | %                | Počet            | %                | Počet            | %                | Počet            | %                | Počet          | %              |
| ------------------------ | ---------------- | ---------------- | ---------------- | ---------------- | ---------------- | ---------------- | ---------------- | ---------------- | ---------------- | ---------------- | ---------------- | ---------------- | -------------- | -------------- |
| usedlí muslimové         | 164 455          | 53,1 %           | 20 492           | 11,5 %           | 52 742           | 61,5 %           | 88 445           | 36,0 %           | 53 059           | 60,7 %           | 27 001           | 12,7 %           | 406 194        | 36,2 %         |
| Čerkesové                | 16 588           | 5,4 %            | 6 522            | 3,6 %            | 4 307            | 5,0 %            | 0                | 0,0 %            | 2 954            | 3,4 %            | 202              | 0,1 %            | 30 573         | 2,7 %          |
| muslimští Romové         | 9 579            | 3,1 %            | 2 783            | 1,6 %            | 2 825            | 3,3 %            | 6 545            | 2,7 %            | 139              | 0,2 %            | 2 964            | 1,4 %            | 24 835         | 2,2 %          |
| Bulhaři                  | 114 792          | 37,1 %           | 131 279          | 73,4 %           | 21 261           | 24,8 %           | 148 713          | 60,5 %           | 10 553           | 12,1 %           | 179 202          | 84,1 %           | 605 800        | 54,4 %         |
| Valaši, katolíci a další | 500              | 0,2 %            | 14 690           | 8,2 %            | 0                | 0,0 %            | 0                | 0,0 %            | 15 512           | 17,7 %           | 0                | 0,0 %            | 30 702         | 2,7 %          |
| Arméni                   | 991              | 0,3 %            | 0                | 0,0 %            | 808              | 0,9 %            | 0                | 0,0 %            | 3 885            | 4,4 %            | 0                | 0,0 %            | 5 684          | 0,5 %          |
| Řekové                   | 0                | 0,0 %            | 0                | 0,0 %            | 3 421            | 4,0 %            | 494              | 0,2 %            | 217              | 0,2 %            | 0                | 0,0 %            | 4 132          | 0,4 %          |
| nemuslimští Romové       | 1 790            | 0,6 %            | 2 048            | 1,1 %            | 331              | 0,4 %            | 1 697            | 0,7 %            | 356              | 0,4 %            | 1 437            | 0,7 %            | 7 659          | 0,7 %          |
| Židé                     | 1 102            | 0,4 %            | 1 009            | 0,6 %            | 110              | 0,1 %            | 0                | 0,0 %            | 780              | 0,9 %            | 2 374            | 1,1 %            | 5 375          | 0,5 %          |
| CELKEM                   | 309 797          | 100,0 %          | 178 823          | 100,0 %          | 85 805           | 100,0 %          | 245 894          | 100,0 %          | 87 455           | 100,0 %          | 213 180          | 100,0 %          | 1 120 954      | 100,0 %        |

Skladba mužské populace Dunajského vilájetu v roce 1876 (v celkovém počtu 1 274 282 osob) podle osmanského důstojníka Stanislase Saint Clair:
- turečtí muslimové: 457 018 (35.9 %)
- ostatní muslimové: 104 639 (8.2 %)
- bulharští křesťané: 639 813 (50.2 %)
- Valaši[p 5]: 56 647 (4.4 %)
- arménští křesťané: 2 128 (0.2 %)
- Romové: 8 220 (0.6 %)
- Židé: 5 847 (0.5 %)

### Celková populace
Podle sčítání lidu z roku 1874 bylo v Dunajském vilájetu 963 596 (42,22 %) muslimů a 1 318 506 (57,78 %) nemuslimů. Spolu s Nišským sandžakem se v roce 1874 populace skládala z 1 055 650 (40,68 %) muslimů a 1 539 278 (59,32 %) nemuslimů. Muslimové žili většinou v Rusčuckém, Varenském a Tulečském sandžaku, zatímco nemuslimové měli většinu v ostatních oblastech.
Celkový počet obyvatel Dunajského vilájetu podle ruského diplomata Vladimira Čerkasského z osmanské evidence obyvatel:
| Sandžak          | muslimové | muslimové | Bulhaři   | Bulhaři | ostatní | ostatní | Celkem    |
| Sandžak          | Počet     | %         | Počet     | %       | Počet   | %       | Celkem    |
| ---------------- | --------- | --------- | --------- | ------- | ------- | ------- | --------- |
| Rusčucký sandžak | 381 224   | 61,53 %   | 233 164   | 37,63 % | 5 186   | 0,84 %  | 619 574   |
| Vidinský sandžak | 59 654    | 17,66 %   | 246 654   | 73,04 % | 31 398  | 9,30 %  | 337 706   |
| Trnovský sandžak | 189 980   | 38,71 %   | 300 820   | 61,29 % | 0       | 0,00 %  | 490 800   |
| Tulečský sandžak | 112 300   | 63,34 %   | 26 212    | 14,78 % | 38 788  | 21,88 % | 177 300   |
| Varenský sandžak | 119 754   | 69,78 %   | 43 180    | 25,16 % | 8 678   | 5,06 %  | 171 612   |
| Sofijský sandžak | 59 930    | 14,02%    | 362 714   | 84 87 % | 4 748   | 1,11 %  | 427 392   |
| Nišský sandžak   | 77 500    | 21,63 %   | 270 000   | 75,36 % | 10 800  | 3,01 %  | 358 300   |
| CELKEM           | 1 000 342 | 38,73 %   | 1 482 744 | 57,41 % | 99 598  | 3,86 %  | 2 582 684 |

Celková populace Dunajského vilájetu, v počtu 2 278 290 osob, rozdělená do etnokonfesních skupin podle francouzského orientalisty Abdolonyma Ubiciniho na základě oficiálního osmanského sčítání dunajského vilajetu z let 1873 – 1874:
- usedlí muslimové: 784 731 (34.4 %)
- přistěhovalí Čerkesové: 128 796 (5.7 %)
- muslimští Romové: 50 069 (2.2 %)
- Bulhaři: 1 185 146 (52.0 %)
- ostatní křesťané[p 6]: 80 402 (3.5 %)
- křesťanští Romové: 15 524 (0.7 %)
- Řekové: 15 310 (0.7 %)
- katolíci: 7 112 (0.3 %)
- Arméni: 450 (0.0 %)
- Židé: 10 752 (0.5 %)

Celková populace Dunajského vilájetu v roce 1876 odhadnutá podle oficiálního registru francouzským konzulem Aubaretem na 2 353 000 obyvatel měla následující složení:
- Turci: 774 000 (32.9 %)
- Čerkesové: 200 000 (8.5 %)
- Tataři: 110 000 (4.7 %)
- muslimští Romové: 35 000 (1.5 %)
- Bulhaři: 1 130 000 (48.0 %)
- Valaši[p 7]: 65 000 (2.8 %)
- křesťanští Romové: 12 000 (0.5 %)
- Řekové: 12 000 (0.5 %)
- Arméni: 2 500 (0.1 %)
- Židé: 12 000 (0.5 %)

Národnostní složení Dunajského vilájetu podle Britské encyklopedie, vydání roku 1876:
| Národnost                       | Počet obyvatel | %       |
| ------------------------------- | -------------- | ------- |
| Bulhaři                         | 1 500 000      | 63,3 %  |
| Turci                           | 500 000        | 21,1 %  |
| Tataři                          | 100 000        | 4,2 %   |
| Čerkesové                       | 90 000         | 3,8 %   |
| Albánci                         | 70 000         | 3,0 %   |
| Rumuni                          | 40 000         | 1,7 %   |
| Cikáni                          | 25 000         | 1,1 %   |
| Rusové                          | 10 000         | 0,4 %   |
| Arméni                          | 10 000         | 0,4 %   |
| Židé                            | 10 000         | 0,4 %   |
| Řekové                          | 8 000          | 0,3 %   |
| Srbové                          | 5 000          | 0,2 %   |
| Němci, Italové, Arabové a další | 1 000          | 0,1 %   |
| CELKEM                          | 2 369 000      | 100,0 % |